# Знаме на Краснодарски край
Знамето на Краснодарски край (субект в Руската федерация) представлява хоризонтален трикольор от синьо, лилаво и зелено. Лилавата линия е двойно по-голяма от другите две. В центъра на знамето е разположен гербът на Краснодарски край.
Идентично е с това на Кубан, с разликата че знамето на Краснодарски край има златен герб в центъра.
Знамето на Краснодарски край е одобрено на 6 юни 1995 г.